# Basket Club Ferrara 2008-2009
Il Basket Club Ferrara 2008-2009, sponsorizzato Carife, ha preso parte al campionato professionistico italiano di pallacanestro di Serie A.

## Staff dirigenziale
- Presidente: Roberto Mascellani
- Vicepresidente: Paolo Bruschi

## Verdetti
- Serie A:
  - stagione regolare: 9º posto su 16 squadre (14-16).

## Roster
| Giocatori |
| --------- |

|    | Naz.                                     | Ruolo | Sportivo           | Anno | Alt. | Peso |  |
| -- | ---------------------------------------- | ----- | ------------------ | ---- | ---- | ---- |  |
| 4  | Stati Uniti (bandiera)                   | C     | Harold Jamison     | 1976 | 204  | 125  |  |
| 5  | Argentina (bandiera) · Italia (bandiera) | PG    | Daniel Farabello   | 1973 | 194  | 88   |  |
| 6  | Svezia (bandiera)                        | AC    | Oluoma Nnamaka     | 1978 | 200  | 100  |  |
| 7  | Italia (bandiera)                        | A     | Marco Allegretti   | 1981 | 204  | 102  |  |
| 11 | Stati Uniti (bandiera)                   | PG    | Andre Collins      | 1982 | 183  | 82   |  |
| 14 | Italia (bandiera)                        | GA    | Brian Sacchetti    | 1986 | 197  | 93   |  |
| 15 | Italia (bandiera)                        | C     | Massimiliano Rizzo | 1969 | 204  | 102  |  |
| 18 | Italia (bandiera)                        | AC    | Valerio Mazzola    | 1988 | 205  | 96   |  |
| 19 | Nigeria (bandiera)                       | AC    | Ndudi Ebi          | 1984 | 207  | 100  |  |
| 20 | Italia (bandiera)                        | G     | Fabio Zanelli      | 1976 | 196  | 85   |  |

| Staff tecnico             |
| ------------------------- |
| Allenatore: Giorgio Valli |
| Assistente: Alberto Morea |

| Giocatori acquisiti a stagione in corso |
| --------------------------------------- |

|    | Naz.                                           | Ruolo | Sportivo                       | Anno | Alt. | Peso |  |
| -- | ---------------------------------------------- | ----- | ------------------------------ | ---- | ---- | ---- |  |
| 13 | Stati Uniti (bandiera) · Porto Rico (bandiera) | G     | Rick Apodaca* dall'11 dicembre | 1980 | 192  | 90   |  |
| 16 | Stati Uniti (bandiera)                         | G     | Allan Ray dal 20 gennaio       | 1984 | 188  | 86   |  |

* Apodaca sospeso il 12 gennaio per positività a un test antidoping.
| Giocatori ceduti a stagione in corso |
| ------------------------------------ |

|    | Naz.                   | Ruolo | Sportivo                       | Anno | Alt. | Peso |  |
| -- | ---------------------- | ----- | ------------------------------ | ---- | ---- | ---- |  |
| 10 | Stati Uniti (bandiera) | G     | Mykal Riley fino al 15 gennaio | 1985 | 198  | 82   |  |

 Legabasket: Dettaglio statistico (archiviato dall'url originale il 5 gennaio 2010).